# Hrvatski glasnik
A Hrvatski glasnik a magyarországi horvátok hetilapja.
1991. május 2-án adta ki először a Magyarországi Horvátok Szövetsége. Miután a Croatica Kht megalakult, neki adták a kiadás jogát.
Az információs cikkeken kívül a horvát kulturális értékeket is őrzi. Külön oldalt szentel a gyermekeknek a "Kis oldal"on.
Hetente kb. 1500 példányban jelenik meg. Csak előfizetőknek árulják.